# MBC Sports+
MBC Sports+ è un canale televisivo sportivo sudcoreano, proprietà di MBC Plus, una divisione di Munhwa Broadcasting Corporation. È stato lanciato il 2 aprile 2001 come il MBC Sports Channel. Il canale ha cambiato nome in MBC ESPN il 1º novembre 2001 quando MBC ha condiviso con il canale sportivo statunitense ESPN. Il 1º agosto 2010, il canale è stato rinominato in MBC Sports+ dopo la conclusione dell'accordo di joint venture.